# Jakov Milatović
Jakov Milatović (v srbské cyrilici Јаков Милатовић; * 7. prosince 1986 Titograd) je černohorský politik a ekonom, od května 2023 prezident Černé Hory, když ve funkci nahradil prezidenta Mila Đukanoviće. V letech 2020–2022 působil jako ministr ekonomiky ve vládě Zdravka Krivokapiče.
V minulosti psal pro deník Vijesti.

## Politická kariéra
Od 4. prosince 2020 do 28. dubna 2022 působil jako ministr ekonomiky ve vládě Zdravka Krivokapiče.
V roce 2022 Milatović a Milojko Spajić založili stranu Evropa nyní!, která kandidovala v komunálních volbách v roce 2022. Milatović vedl kandidátní listinu strany do zastupitelstva Podgorici. Kandidátka získala 21,7 % hlasů.
V březnu 2023 kandidoval Milatović jako náhradní kandidát strany Evropa nyní! v prezidentských volbách poté, co Státní volební komise odmítla Spajićovu kandidaturu, protože zjistila, že má dvojí občanství (srbské a černohorské). V druhém kole voleb získal 58,88 % hlasů a zvítězil tak nad dosavadním prezidentem Milem Đukanovićem.

## Politické postoje
Milatović v referendu o nezávislosti Černé Hory v roce 2006 hlasoval pro nezávislost. Podporuje vstup Černé Hory do Evropské unie. Je zastáncem užších vztahů mezi Černou Horou a Srbskem. Jeho politické postoje jsou označovány za centristické.

## Osobní život
Milatović je ženatý s Milenou a má tři děti. Je srbský pravoslavný křesťan a byl pokřtěn v klášteře Ostrog. Národnostně se označuje za Černohorce.